# Catherine de Challant
Catherine de Challant (également italianisé en Caterina di Challant) est une noble valdôtaine (née après 1410 - morte vers 1476). Fille de François de Challant, premier comte de Challant; elle revendiqua son héritage contre les prétentions des branches cadettes de la Maison de Challant. Elle obtint temporairement le comté de Challant de 1452 à 1456.

## Biographie
Catherine de Challant est la fille aînée de François de Challant, nommé 1er comte de Challant le 15 août 1424 et de sa seconde épouse Françoise (morte en 1445) fille de Jean Le Maréschal seigneur de Meximieux. De ces deux mariages le comte François de Challant n’ayant eu que deux filles avec chacune de ses épouses successives, lorsqu’il établit son testament le 22 juin 1437, il désigna comme héritières, ayant obtenu ce privilège du duc de Savoie moyennant finance, les deux filles survivantes nées de sa seconde union : Catherine et Marguerite de Challant.
Cette clause était contraire pour la transmission des fiefs au droit coutumier valdôtain qui reposait sur le principe de la Loi salique. Le comte de Challant avait néanmoins pris soins de donner comme époux à sa fille aînée Catherine en 1430, son cousin Jean de Challant de la lignée des Challant-Fénis. Malheureusement ce dernier, épileptique et de faible constitution, était mort vers 1440, après une dizaine d’années de mariage, sans laisser d’héritier mâle.
À la mort de son père le 28 avril 1442, Caherine de Challant revendique pour elle-même l’héritage paternel au détriment des droits des branches cadettes de la Maison de Challant. Pour conforter sa situation, elle obtient le 31 mars 1445 que sa sœur Marguerite renonce à ses droits en sa faveur et elle épouse en 1449 Pierre Sarriod co-seigneur d’Introd, Bailli de la Vallée d’Aoste et frère de François d’Introd qui avait été nommé en 1440 Lieutenant du Comté de Challant par le père de Catherine.
Le duc de Savoie décide alors de la priver de ses fiefs en 1450. Cette mesure a peu d’effet et Catherine et son mari se fortifient dans leurs châteaux de Châtillon, Graines et  Challant Le duc Louis Ier de Savoie les fait citer envain car les époux se refusent à comparaître. Pour narguer l’autorité ducale, ils n’hésitent pas à participer en 1450 à un bal en plein air à Verrès.
Ses cousins Challant, s’étant opposés aux favoris étrangers de la duchesse Anne de Lusignan et rapprochés du Dauphin de Viennois le futur roi de France Louis XI, tombent en disgrâce et le duc réintégre Catherine de Challant dans ces droits comme comtesse de Challant le 19 septembre 1452. Quatre ans plus tard, les Challant sont rentrés en grâce auprès du duc Louis de Savoie. Il investit Jacques de Challant comme 2e comte de Challant le 30 juin 1456.
Catherine résiste dans ses châteaux à l’attaque de son cousin Guillaume de Challant-Fénis, frère aîné de son défunt époux, mais son mari Pierre d’Intro est tué dans une escarmouche près de Châtillon en se portant à son secours.
Catherine doit alors souscrire une donation en faveur de son cousin Jacques de Challant le 17 décembre 1456. Marguerite de Challant sa sœur cadette doit elle aussi renoncer définitivement à ses droits à l’héritage en date du 14 janvier 1457.
Après la mort de Jacques de Challant le 14 juin 1459, Catherine décide de revendiquer de nouveau ses droits et bien que quinquagénaire elle se remarie en 1462 avec Pierre de Chissé seigneur de Polinge, bailli d’Aoste à l'époque, tandis que Henri de Chissé, le frère de Pierre, épousait Louise de Challant, la fille de Catherine.
Profitant de l’absence des représentants du jeune comte Louis de Challant, le fils mineur de Jacques de Challant, les hommes des seigneurs de Chissé chassent de Verrès et de Châtillon les officers du duc et réoccupent le château de Challant.
Amédée IX de Savoie le nouveau duc se décide alors à intervenir et les troupes de Catherine et de son époux sont battues à Amay près de Saint-Vincent. Jean de Vallaise est  nommé gouverneur de Challant pour le compte du jeune comte Louis.
En 1469 Catherine de Challant intente un procès à Louis de Challant co-seigneur de Fénis et  seigneur du Château de Villarsel-le-Gibloux, Billens, Torny-le-Grand et Hennens et à Amédée de Challant co-seigneur de Fénis, les frères de son premier mari pour obtenir une pension viagère ! Elle obtient une rente de 500 florins et disparait ensuite de l’histoire.

## Unions et descendance
Catherine de Challant contracte donc trois mariages :
1. le 11 décembre 1430 avec  Jean de Challant  (fait son testament le 23 février 1439)
  - Louise épouse le 14 janvier 1462 Henri de Chissé seigneur de Pollinge et de La Bâtie.
  - Jacquemine épouse Louis seigneur de Nus (vivant en 1466)
2. le 6 décembre 1449 avec  Pierre Sarriod co-seigneur d’Introd, Bailli d'Aoste et châtelain de Châtel-Argent en 1441 tué en 1456 dans une escarmouche.
3. le 14 janvier 1462 Pierre de Chissé seigneur de Pollinge, Bailli d'Aoste.

## Littérature
La vie tumultueuse de « Catherine de Challant » a été évoquée en 1996 dans le roman historique homonyme de l’écrivain d’origine valdôtaine et homme politique français Parfait Jans.

## Sources
- (it) Cet article est partiellement ou en totalité issu de l’article de Wikipédia en italien intitulé « Caterina di Challant » (voir la liste des auteurs), édition du 21 mai 2009.